# Казарьян, Рубен
Рубе́н Лево́нович «Ру» Казарья́н (родился 5 июня 1975) — российский музыкант, гитарист группы "Джанни Родари". Бывший гитарист альтернативной группы Louna, а также групп Nordream, Ens Cogitans и Southwake, выступал с группой Арда.

## Биография

### Образование[4]
Учился в школах № 119 (1982-1987) и № 714 (1987—1992). Окончил бакалавриат (1997) и магистратуру (1999) МГУ на факультете стран Азии и Африки (1992—1999). В 1995 году проходил языковую стажировку в Университете "Корё" (Сеул, Республика Корея). Учился в очной аспирантуре Института востоковедения, где в 2003 году защитил кандидатскую диссертацию.
18 июля 1996 принял присягу и является лейтенантом запаса.

## Научная деятельность
Рубен является научным сотрудником Отдела Кореи и Монголии Института востоковедения РАН и имеет ученую степень кандидата политических наук. На сайте Российской ассоциации университетского корееведения можно ознакомиться с его научной биографией и перечнем некоторых работ.

## Творчество

### Nordream
В 1993 году, Рубен вместе с барабанщиком Станиславом Куликовым создал группу Nordream.
12 июня 1998 года состоялось первое выступление коллектива в качестве разогрева группы End Zone во время презентации их альбома Eclectica. В 2000 году Nordream выпустили альбом «Memories Progression», который был записан осенью 1999 года на студии SNC Records и спродюсирован Игорем Лобановым.

### Сотрудничество сEnd Zone
Во второй половине 1990-х годов Рубен сотрудничал с Игорем Лобановым и группой End Zone и является автором большинства англоязычных текстов на альбоме Eclectica, а также некоторых текстов с дебютного альбома First Bequest.

### Ens Cogitans
Осенью 2002 года Рубен присоединился к московской прогрессив-метал группе Ens Cogitans, заменив окончательно сконцентрировавшегося на игре в группе Тараканы Дмитрия Кежватова . При участии Рубена Ens Cogitans записали и выпустили альбом "Deigital Conflict", отыграли несколько концертов в Москве и Санкт-Петербурге, а также дважды выезжали на крупные рок-фестивали в Румынии (Rock La Mures — 2004 и Stufstock — 2005).

### Southwake
Летом 2003 года, будучи в составе Ens Cogitans, Рубен совместно с Владимиром Мучновым начал работу над собственным материалом, основав проект Southwake. Через полгода проект имел полноценный состав и записал демо-альбом. Southwake широко заявили о себе в 2005 году выпустив одноименный альбом.
Рубен является автором большей части всего музыкального материала и лирики, играет на гитаре и клавишных, а также занимается продакшеном. Помимо дебютного альбома, Southwake выпустили два интернет-сингла - "Let Go" (2009) и "Down the line" (2010), доступные для скачивания на официальном сайте проекта.

### Арда(сессионно)
В 2003—2004 годах записывался и выступал с группой Арда. Является соавтором некоторых песен дебютного альбома Арда "О скитаниях вечных и о земле", в частности «В пустоте», «Нет никого», «Новая мечта». Рубен занимался звукорежиссурой записи и сведением альбома "О скитаниях вечных и о земле" (2004), а также интернет-сингла "Холод" (2010).

### Louna
Широкую известность принесло Рубену участие в альтернативной группе Louna, основанной участниками московской альтернативной группы «Tracktor Bowling» - Лусинэ Геворкян и Виталием Демиденко. Помимо игры на гитаре Рубен также выступил в «роли режиссёра записи и сведения звука» на трех первых интернет-синглах группы, а также свёл дебютный альбом «Сделай Громче!»
20 сентября 2019 года, группа объявила, что по обоюдному согласию Рубен покидает группу, а его место займёт Иван Килар (группа ASPEN).

## Оборудование[4]
Рубен играет на гитарах Fender (Telecaster, Jazzmaster), Gibson (SG, Les Paul), Jackson (Marty Friedman Signature Kelly), Fernandes STJ-80BT. Использует звукосниматели Ильи Фокина Fokin Pickups .
Является эндорсером радиосистем и микрофонов Sennheiser, напольных миди-контроллеров российской компании BJ Devices, предусилителей российской компании AMT Electronics (SS-10, M2 и т.д.), а также продукции компании Roland/BOSS. Также Рубен является поклонником смартфонов канадской фирмы BlackBerry.